# Marcação isobárica

Um esquema de marcação isobárica: as proteínas são extraídas de diferentes condições ou tipos de células, digeridas em peptídeos e marcadas com marcadores isotópicos isobáricos estáveis. Essas marcações consistem em regiões de registro, de equilíbrio e reativas. As regiões de registro mais leves são emparelhadas com as regiões de equilíbrio mais pesadas, de modo que toda a marcação anexada ao peptídeo adicione a mesma mudança de massa. Portanto, após a mistura, em EM^{1}, os peptídeos aparecem como um único precursor. No entanto, quando fragmentado durante EM^{2}, em adição aos fragmentos de íons normais, as regiões de registro se dissociam para produzir íons sinalizadores que fornecem informações quantitativas sobre a quantidade relativa do peptídeo nas amostras.

Marcação isobárica é uma estratégia de espectrometria de massa usada em proteômica quantitativa. Peptídeos ou proteínas são marcados com vários grupos químicos que são (pelo menos nominalmente) de massas idênticas (isobáricos), mas variam em termos de distribuição de isótopos pesados em torno de sua estrutura. Essas marcações, comumente chamadas de marcações de massa em tandem, são projetadas para que a marcação de massa seja clivada em uma região de ligação específica em alta energia dissociação induzida por colisão (na literatura em inglês abreviada como CID, de collision-induced dissociation), incluindo a técnica HCD (higher-energy collisional dissociation, dissociação colisional de alta energia) durante espectrometria de massa em tandem produzindo íons repórteres de diferentes massas. Os marcadores isobáricos mais comuns são os reativos à amina. No entanto, tags que reagem com resíduos de cisteína e grupos carbonila também tem sido descritas. Esses grupos reativos à amina passam por reações de N-hidroxisuccinimida (NHS), que se baseiam em três tipos de grupos funcionais. Os métodos de marcação isobárica incluem marcações de massa em tandem (TMT, tandem mass tag), marcações isobáricas para quantificação relativa e absoluta (iTRAQ, isobaric tag for relative and absolute quantitation), marcações de massa diferenciais para quantificação absoluta e relativa e marcação de dimetila. Métodos TMTs iTRAQ são os mais comuns e desenvolvidos desses métodos. Marcações de massa em tandem tem uma região de registro de massa, uma região ligante clivável, uma região de normalização de massa e um grupo reativo de proteínas, e tem a mesma massa total.

## Fluxo de trabalho
Um típico fluxo de trabalho de proteômica de baixo para cima é descrito por (Yates, 2014). As amostras de proteínas são digeridas enzimaticamente por uma protease para produzir peptídeos. Cada amostra experimental digerida é derivada com uma variante isotópica diferente da etiqueta de um conjunto. As amostras são misturadas em proporções tipicamente iguais e analisadas simultaneamente em uma análise EM. Como os marcadores são isobáricos e têm propriedades químicas idênticas, as variantes isotópicas dos marcadores aparecem como um único pico composto no mesmo valor m/z em uma varredura EM1 com idênticos tempos de retenção de cromatografia líquida (LC, liquid chromatography). Durante uma análise cromatografia líquida - espectrometria de massa (LC-MS, liquid chromatography-mass spectrometry), os peptídeos fragmentados produzem íons de produto específicos da sequência. Esses íons do produto são utilizados para determinar a sequência peptídica e os marcadores repórter cujas abundâncias refletem a razão relativa do peptídeo nas amostras que foram combinadas. O uso de EM/EM é necessário para detectar os marcadores, portanto, peptídeos não marcados não são quantificados.